# Monument funéraire gallo-romain de Villelongue-d'Aude
Le monument funéraire gallo-romain de Villelongue-d'Aude ou Armado est un monument situé à Villelongue-d'Aude, en France.
Datant de l'Empire romain sans plus de précision possible sur la date de sa construction, c'est un mausolée, peut-être celui d'un riche propriétaire terrien local.
Signalé pour la première fois en 1961, il est inscrit au titre des monuments historiques en 1978.

## Localisation
Le monument est situé sur la commune de Villelongue-d'Aude, dans le département français de l'Aude. À 1,4 km au sud-est du chef-lieu communal de Villelongue et à la même distance au sud de celui de Loupia, il occupe presque le sommet d'une petite éminence entre les vallons de deux ruisseaux.
Dans son environnement antique, il apparaît isolé, loin des voies de communication, se situant sans doute sur un grand domaine agricole.

## Historique
La datation du monument reste discutée. Les archéologues qui se sont basés sur des critères architecturaux, les seuls disponibles, ont tiré de leurs observations des conclusions contradictoires : pour les uns, la construction remonte à la seconde moitié du Ier ou au début du IIe siècle apr. J.-C. ; pour les autres, le monument est beaucoup plus tardif, probablement du Bas-Empire romain (IIIe au Ve siècle).
Le monument semble ne faire l'objet d'aucun signalement avant 1961. Des sondages sont réalisés en 1962 par Guy Barruol et leurs résultats publiés l'année suivante. Dans cette publication, Barruol assimile le monument de Villelongue à une pile funéraire.
L'édifice est inscrit au titre des monuments historiques par arrêté du 6 décembre 1978.

## Description
Malgré la récupération massive de ses pierres qui ne laisse subsister que sa partie orientale, il est possible de restituer le plan du monument ainsi que son élévation partielle.
L'édifice est dépourvu de fondation, et ses murs sont montés directement sur le substrat de tuf friable qui constitue le sol antique. Il est établi sur un plan rectangulaire ; il se compose d'un podium de 3,80 m de côté et d'une hauteur de 2,60 m, creusé d'une chambre funéraire. Il est surmonté d'un édicule de 3,60 × 3,20 m dans lequel est ménagée une niche, les deux éléments étant séparés par un entablement. La hauteur conservée de l'ensemble est de 5,60 m.
Le sol de la chambre funéraire pratiquée dans l'épaisseur du podium est partiellement surcreusée dans le substrat ; elle mesure 1,95 × 1,60 × 1,30 m et, contrairement aux autres parois du monument, elle n'est pas parementée. Son accès se faisait soit par un des côtés disparus du monument, soit par-dessus.
La niche, large de 2,20 et haute de 3 m, est profonde de 2,65 m. Son fond n'est pas arrondi, mais polygonal, de même que la voûte en cul-de-four qui la coiffe. Son entrée, par contre, est voûtée en plein cintre. Son sol sert peut-être à accéder à la chambre funéraire située au-dessous. Ses parois sont recouvertes d'enduit.
La maçonnerie est assez classique pour ce type de monument : un noyau en opus caementicium est parementé d'un petit appareil de moellons plus larges que hauts, en grès vert, liés avec un mortier de chaux comportant du tuileau. Les angles du podium sont décorés de colonnes engagées sculptées dans les pierres de la maçonnerie, et un enduit extérieur vient parfaire la décoration.
Le mobilier archéologique retrouvé permet de compléter la restitution du décor. Deux faces au moins, trois peut-être, sont décorées d'une rose faite de briques disposées en étoile sur un fond de pierre rouge. Un acrotère décoré d'une palmette, retrouvé sur place, indique qu'au moins une face, sinon les quatre, du monument se termine par un fronton triangulaire dont l'acrotère occupe le sommet ; dans cette dernière hypothèse, il faut envisager une toiture à pans multiples.
Des monnaies, des fragments de céramique et le torse d'une statuette féminine sont découverts sur place au début des années 1960. Aucun enclos n'est identifié à proximité.

## Fonction
La présence de la loge, dans l'épaisseur du podium, atteste de la fonction funéraire du monument. Cet aménagement est destiné à recevoir des urnes, dont le bouleversement a laissé à cet emplacement une épaisse couche de cendres et de terre brûlée.
Le monument de Villelongue n'est probablement pas une borne limite de territoire, comme pouvait l'envisager Guy Barruol. C'est un mausolée au même titre que la tour de Mézolieux à Laure-Minervois dans le même département, même si l'architecture de ces deux édifices est différente—  Caractéristique ne se retrouve pas dans d'autres départements. C'est peut-être celui du propriétaire du domaine terrien sur lequel il est bâti. L'absence d'enclos funéraire n'est pas inhabituelle dans ce cas de figure.